# Грегор Райш
Грегор Райш (нім. Gregor Reisch; близько 1467, Балінген, Вюртемберг — 9 травня 1525, Фрайбург) — німецький енциклопедист, чернець картезіанського ордену. Відомий завдяки енциклопедичному твору «Перлина філософії» (нім. «Margarita philosophica»).

## Біографія
У 1487 році Райш став студентом Фрайбурзького університету, Баден, отримав ступінь магістра в 1489 році. Потім вступив в Картезіанський орден. З 1500 року був пріором монастиря. Підтримував дружні стосунки з гуманістами: Еразмом Роттердамським, Якобом Вімпфелінгом, Беатусом Ренанусом, Ульріхом Цазіем і проповідником Йоганном Гейлером фон Кайзербергом. Йоганн Екк був його учнем.
Він також був відвідувач Рейнської провінції. Докладав багато зусиль у боротьбі з лютеранством. Райш мав адаптивну репутацію, тому вважався «Оракулом». Він був одним з найпомітніших інтелектуалів на початку нової ери, який прагнув збирати енциклопедичні праці.

## «Margarita philosophica»

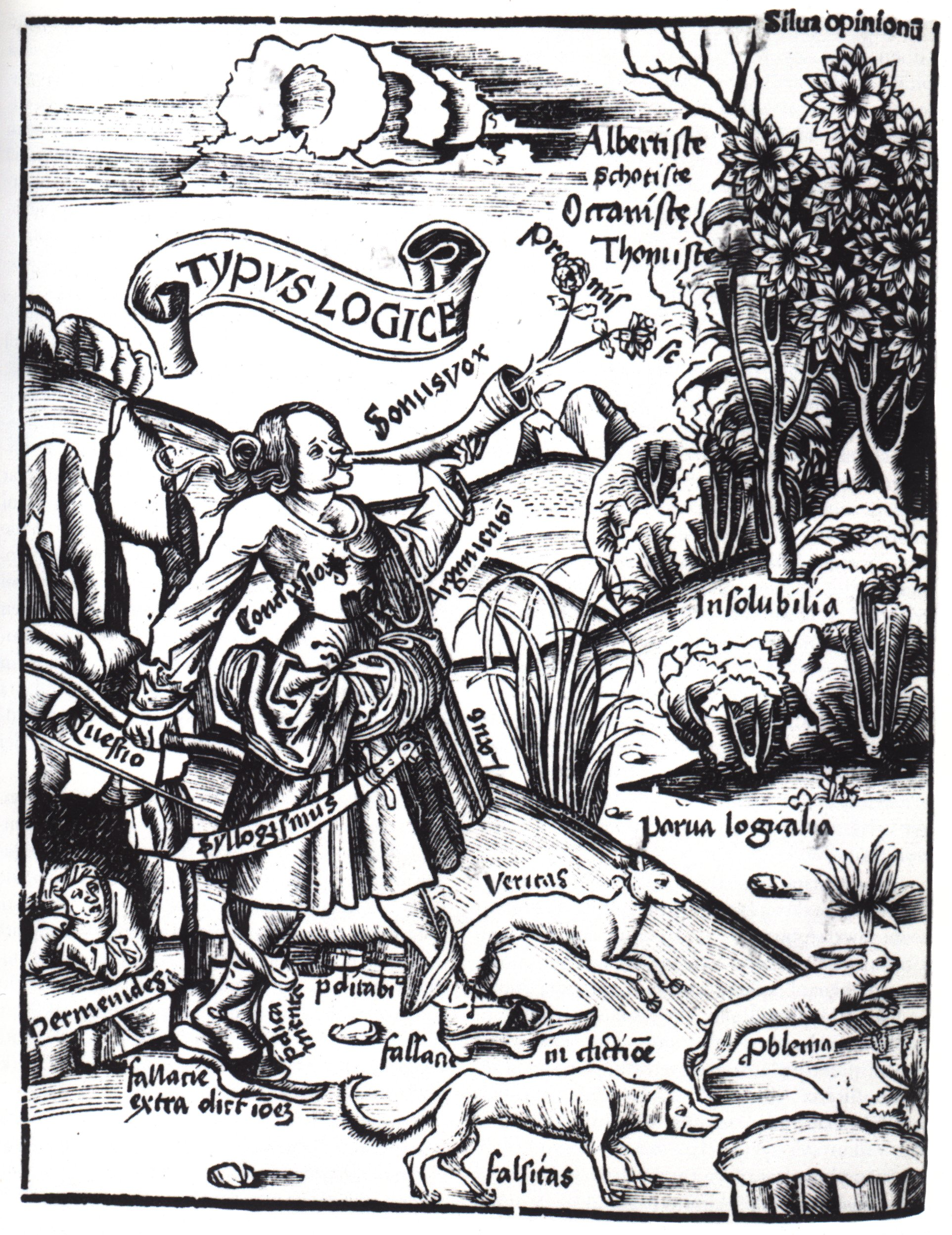
Typus Logice (1503)

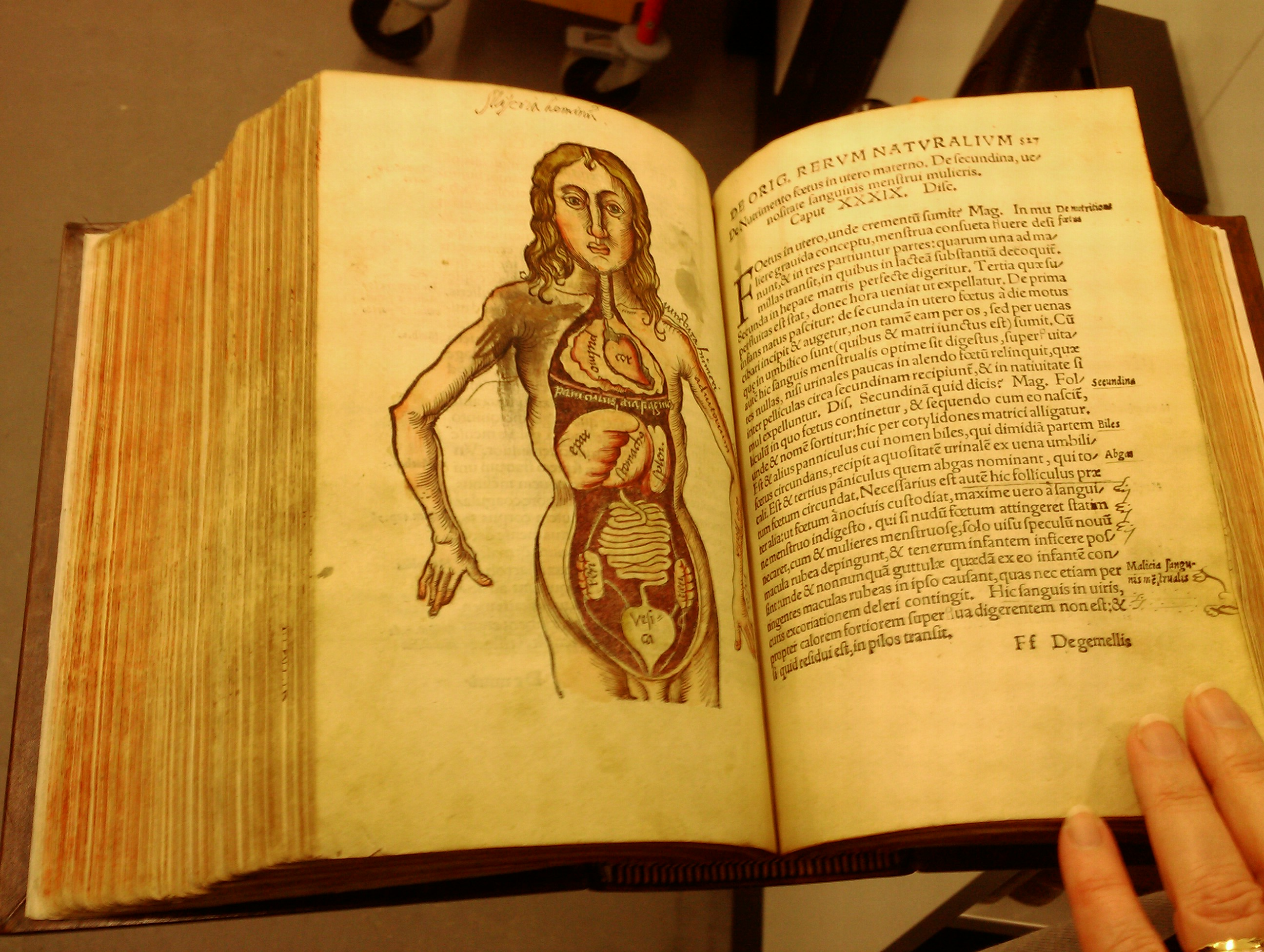
Анатомія в Margarita Philosophica — 1565 — тепер знаходиться в Музеї науки в Роутоні

«Margarita philisophica» — головна праця Грегора Райша, яка вперше з'явилася у Фрайбурзі в 1503 році. Книга написана у формі діалогу між вчителем і учнем. Частини або книги твору, присвячені тому чи іншому з семи вільних мистецтв, починаються звичайно з символічного зображення предмета, про який говориться. Найцікавішими з них є зображення арифметики, геометрії і астрономії.
Це енциклопедія знань, задумана як підручник для юних студентів і міститься у дванадцяти книгах латинської граматики, діалектики, риторики, арифметики, музики, геометрії, астрономії, фізики, історії, природної фізіології, психології та етики.
Книга, присвячена арифметиці, складається з теоретичної частини, складеної за Боецієм, і з практичної, що містить поділ чисел на пальцеві і суглобові, нумерацію, додавання, віднімання, множення, ділення, добування кореня і прогресії в додатку до цілих чисел і до дробових звичайним і шістидесятковим, рахунок на лініях і потрійне правило. Численні гравюри і повні записи збільшили корисність роботи.
Також з двох частин, теоретичної і практичної, складається і книга, присвячена геометрії. Перша містить собою дуже мізерний відбиток Евкліда. Друга частина, присвячена практичній геометрії, починається короткою таблицею вимірювань, за якою йде опис двох вимірювальних приладів: кутомірного, наче астролябії, із зазначенням правил для його застосування lkz вимірювання висот і якобштаба. Наступні після цієї статті присвячені вимірюванню кола (при {\displaystyle ~\pi =3{\frac {1}{7}}}), прямолінійних фігур і тіл. У книзі, присвяченій астрономії, за викладом відомостей по сферичній і теоретичної астрономії слідує астрологія.
У 1510 році Райш також опублікував статути і привілеї картезіанського ордену, і допоміг Еразму Роттердамському у його виданні Ієроніма.

## TYPUS ARITHMETICAE

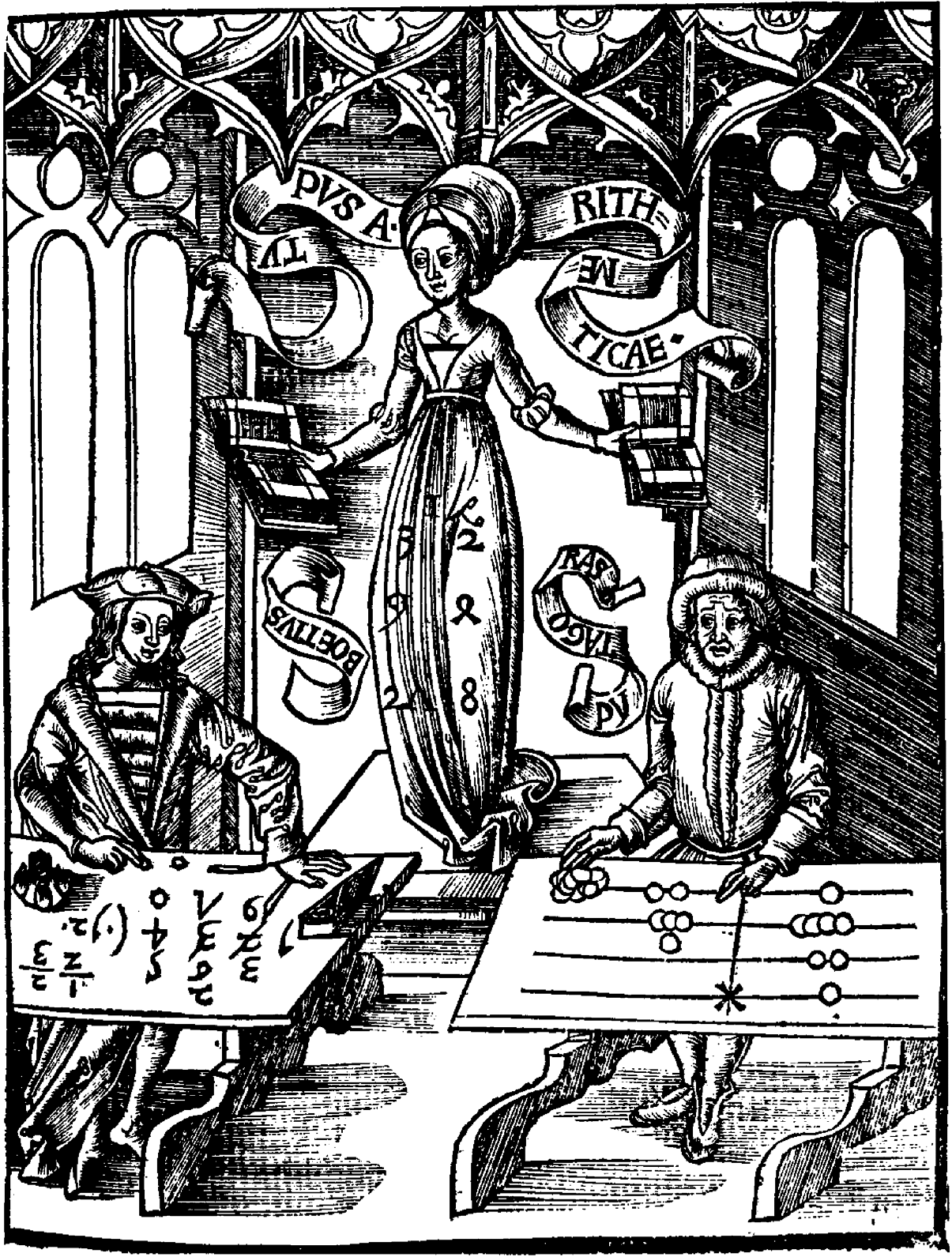
Margarita Philosophica (1503). Титульний лист Четвертої книги, присвяченої арифметиці. Зображує змагання двох великих вчених — Піфагора (справа) і Боеція (зліва), суддею в якому виступає сама (персоніфікована) Арифметика.

Картина під назвою TYPUS ARITHMETICAE знаходиться в 4 книзі Margarita philosophica «De quadrivii rudimentis», яка пов'язана з арифметикою. В центрі персоналізована дама Арифметика тримає в кожній руці відкриту книгу, ймовірно, з описом, зображених на картинці двох обчислювальних систем; на її сукні можна знайти зачатки двох геометричних прогресій чисел: 1 — 2 — 4 — 8 і 1 — 3 — 9 — 27. На передньому плані дві таблиці на яких змагаються у обчисленнях: справа — Піфагор за рахівницею, а зліва — Боецій з цифрами і символами таблиці. Те, що дама Арифметика дивиться на Боеція вказує на те, що вона ставиться до нього більш прихильно.
У середньовіччі Піфагора помилково називали винахідником, широко використовується з давніх часів його обчислювальна «машина» («Конвертування на лінії» — назва його обчислювальної «машини»); обчислювальні рахунки мають чотири горизонтальні лінії, де знаходяться «обчислювальні пенні»; кожен рядок являє собою точку в десятковій системі; лінії для тисяч і мільйонів — хрести; нижня лінія А-лінія; де є «Rechenpfennig» між двома лініями, означає, п'ять одиниць в нижньому рядку. На лівій частині екрана зображено Боеція, якого в середньовіччі помилково вважали винахідником арабських цифр, що стало перевагою для обчислювального процесу; це, як відомо, цифри від 1 до 9, без цифри 0, що є «нічим» саме по собі, але може збільшити в десятки разів попередні числа.

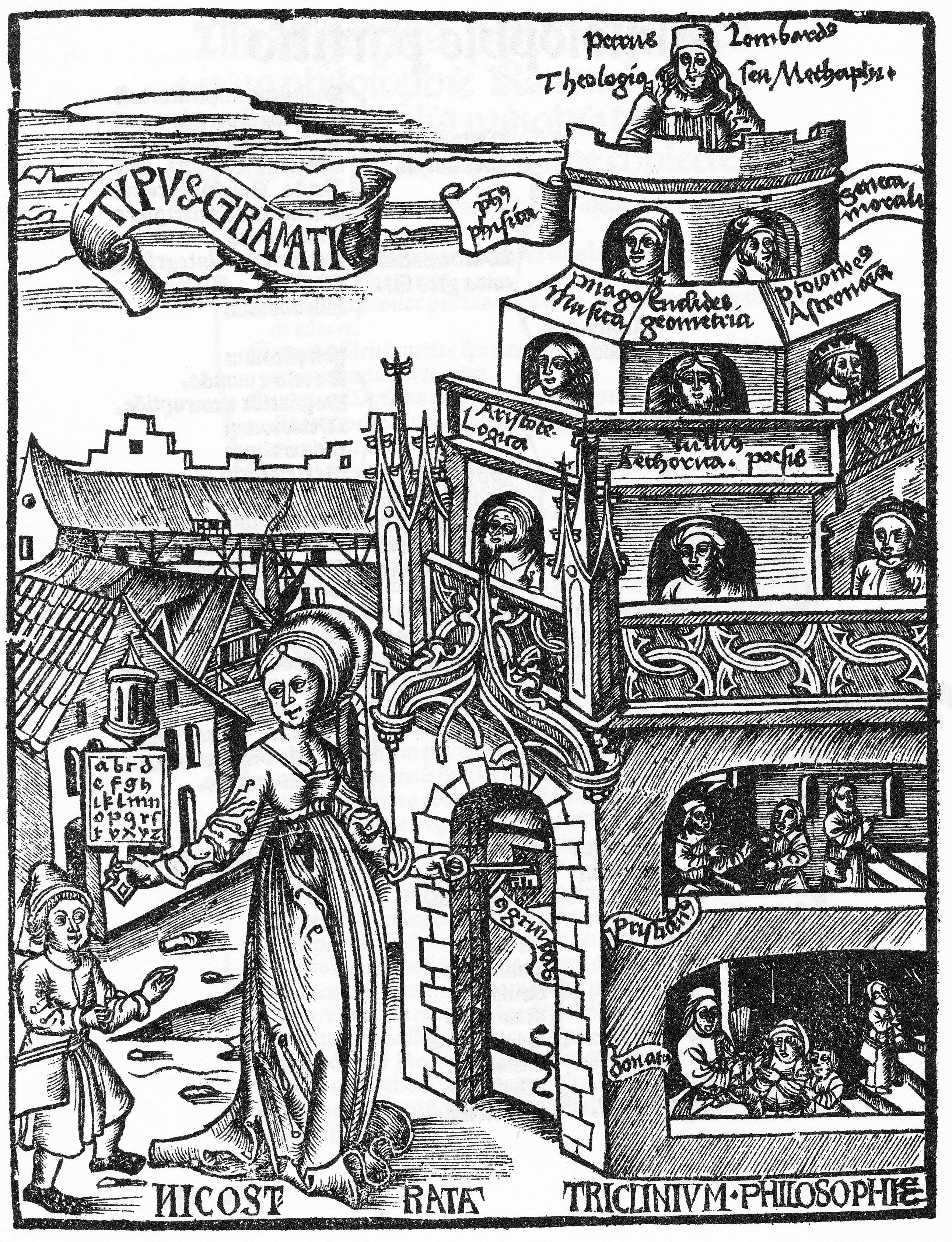
Typus Grammaticae (1503)

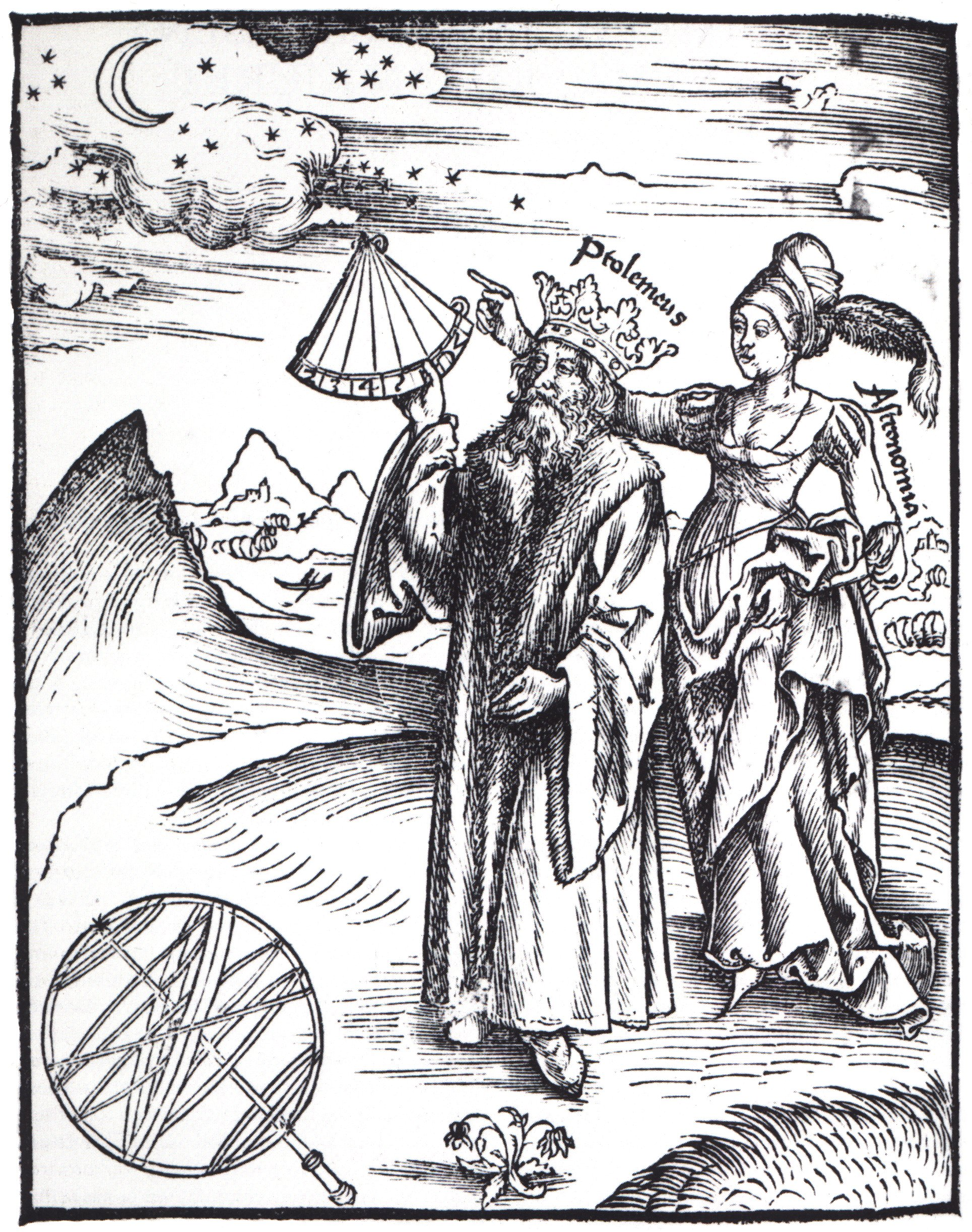
Astronomia (1503)

## Додаткові посилання
- An illustrion from Geometry [Архівовано 6 лютого 2012 у Wayback Machine.]
- An illustration from Arithmetic
- Selected images from Margarita philosophica [Архівовано 24 квітня 2016 у Wayback Machine.] From The College of Physicians of Philadelphia Digital Library